# گردشین‌آباد
گردشین‌آباد (گرد شین آوا) مربوط به دوران پیش از تاریخ ایران باستان است و در بوکان، شمال شهر واقع شده و این اثر در تاریخ ۱۶ دی ۱۳۴۵ با شمارهٔ ثبت ۵۸۱ به‌عنوان یکی از آثار ملی ایران به ثبت رسیده‌است.